# Tiempo medio de reparación
Cuando un dispositivo deja de funcionar adecuadamente hay que devolverlo a su correcto estado de funcionamiento. La reparación y consiguiente arreglo de los fallos se denomina mantenimiento. Desde el punto de vista de la fiabilidad, el mantenimiento hace que sea más probable que el sistema siga funcionando eficientemente.
En la industria y en ingeniería, que un equipo no falle es tan importante como que cuando este falla, sea reparado y puesto en servicio tan pronto como sea posible.
El tiempo técnico de reparación, o simplemente tiempo de reparación (TTR) es un concepto que trata de reflejar el tiempo que tarda un equipo que ha fallado, en volver a estar en condiciones operativas.
Del mismo modo que se estima el MTBF (Mean Time Between Failures o tiempo medio entre fallos), en la práctica tiene un gran interés conocer el valor medio de los tiempos de reparación de un dispositivo, equipo o sistema. Este valor se denomina tiempo medio de reparación (o media de tiempos técnicos de reparación) y se denota como MTTR (Mean Time To Repair).

En sistemas muy complejos, donde los tiempos de reparación pueden ser muy diferentes según la parte del sistema que se avería, si {\displaystyle f_{i}} son las frecuencias con las que aparecen las operaciones de mantenimiento, cada una de ellas con una duración {\displaystyle t_{i}}, el tiempo medio invertido en las operaciones de mantenimiento es:
{\displaystyle MTTR={\dfrac {\sum f_{i}t_{i}}{\sum f_{i}}}}
Para un número elevado de operaciones, el valor de MTTR se aproxima a una cantidad constante. De este modo, considerando una distribución exponencial, la probabilidad de que se efectúe una acción de mantenimiento entre un tiempo {\displaystyle t} y un tiempo  {\displaystyle t+\Delta t} cuando {\displaystyle \Delta t\rightarrow 0}, es decir, la función de densidad de tiempo de mantenimiento, es:
{\displaystyle m\left(t\right)=\mu e^{-\mu t}}

Siendo {\displaystyle \mu } la tasa de operaciones de mantenimiento o número de operaciones de mantenimiento por unidad de tiempo.
De este modo, el área total encerrada entre el tiempo (abscisa) y la función densidad de tiempo de mantenimiento {\displaystyle m\left(t\right)} será:
{\displaystyle T=\int _{0}^{\infty }t\mu e^{-\mu t}dt={\dfrac {1}{\mu }}=MTTR}